# Vuela muy alto (álbum)
Vuela muy alto es el título del 11°. álbum de estudio grabado por el cantante puertorriqueño de salsa Jerry Rivera, Fue lanzado al mercado bajo el sello discográfico BMG U.S. Latin el 23 de julio de 2002.

## Lista de canciones
| Vuela muy alto |                               |                                             |          |  |
| N.º            | Título                        | Escritor(es)                                | Duración |  |
| 1.             | «Vuela muy alto»              | Estéfano                                    | 4:12     |  |
| 2.             | «Otra me querrá»              | Luis "Papo" Márquez                         | 4:25     |  |
| 3.             | «Las alas de mi corazón»      | Martha Cancel · Ray Contreras · Jimmy Greco | 4:46     |  |
| 4.             | «No puedo olvidarte»          | Estéfano                                    | 3:46     |  |
| 5.             | «Herida mortal»               | Estéfano · Julio C. Reyes                   | 4:13     |  |
| 6.             | «Volver a empezar»            | C. Salazar · Danilo Ballo                   | 4:33     |  |
| 7.             | «Ella»                        | Edwin Pino                                  | 4:52     |  |
| 8.             | «No lo entiendo»              | Jerry Rivera · Saned Rivera                 | 4:04     |  |
| 9.             | «Hoy me juraré»               | Jerry Rivera · Saned Rivera                 | 3:58     |  |
| 10.            | «Quiero beber»                | Edwin Pino                                  | 4:12     |  |
| 11.            | «Hablemos en idioma del amor» | Jerry Rivera                                | 4:32     |  |
| 12.            | «Vuela muy alto» (Salsa)      | Estéfano                                    | 4:41     |  |
| 52:14          |                               |                                             |          |  |

© MMII. BMG Music.

## Posicionamiento en las listas
| Lista (2002)                         | Máxima posición |
| ------------------------------------ | --------------- |
| U.S. Billboard Top Latin Albums      | 8               |
| U.S. Billboard Tropical/Salsa Albums | 1               |

### Sucesión y posicionamiento
| Predecesor: Libre de Marc Anthony | U.S. Billboard Tropical/Salsa Albums — Álbum N°. 1 24 de agosto de 2002 - 20 de septiembre de 2002 | Sucesor: Viceversa de Gilberto Santa Rosa |